# Chu (ấp)
Chu là một nước chư hầu cổ thời Xuân Thu, lãnh thổ nằm trong địa giới của nhà Chu.